# 矢竹仔
矢竹仔（学名：Pseudosasa usawai）为禾本科茶秆竹属下的一个种。

## 扩展阅读
- 維基物種上的相關：矢竹仔